# Татьяновка (Томская область)
Татья́новка — село в Шегарском районе Томской области. Входит в состав Анастасьевского сельского поселения.

## История
Годом основания считается 1895, когда в 4 км от Анастасьевки (ныне там расположен центр сельского поселения) начали обустраиваться крестьяне, приехавшие на новое место из Витебской губернии. Через несколько лет случился пожар, спаливший деревню дотла, однако жители быстро восстановили её и назвали Татьяновкой (в честь одной из дочерей правившего тогда Николая II — Татьяны).
Во время столыпинских реформ население села быстро росло с притоком новых поселенцев. К 1926 году (уже во времена НЭПа) численность постоянного населения Татьяновки составляла 714 человек (из них 346 мужчин и 368 женщин), владевших, в общей сложности, 140 дворами. Работал местный сельсовет; в доме местного купца Махнёва работала школа.
В период коллективизации на территории села был образован колхоз «16 лет Октября».
Во время Великой Отечественной войны воевать ушли 102 человека (из них 63 погибли, 7 пропали без вести, вернулись 32).
После войны, в 1950-х годах колхоз «16 лет Октября» был переименован и стал называться «Путь к коммунизму». В него, помимо самой Татьяновки, вошли ещё несколько соседних населённых пунктов. В 1961 году колхоз был включён в состав совхоза «Россия», центр которого был расположен в деревне Маркелово. Правда, в 1963 году Татьяновка вместе с Анастасьевкой и некоторыми другими населёнными пунктами были включены в состав новообразованного совхоза «Шегарский» (восемью годами позже преобразован в «Советский»).
В 1990-х годах в деревне насчитывалось всего 84 двора. Центром экономического хозяйства села с 1992 года было товарищество «Русь» (образованное на основе совхоза «Советский»).

## Население
| 1926 | 2002 | 2010 | 2012 | 2013 | 2014 | 2015 |
| ---- | ---- | ---- | ---- | ---- | ---- | ---- |
| 714  | ↘252 | ↘235 | →235 | ↘227 | ↗232 | ↘229 |
| 2021 |      |      |      |      |      |      |
| ↗255 |      |      |      |      |      |      |

## Разное
В настоящее время (начало XXI века) основной доход местным жителям приносят личные подворья. В селе есть фельдшерско-акушерский пункт (один из пяти, имеющихся в сельском поселении). Количество торговых точек — 2.
Главой Анастасьевского сельского поселения и председателем Совета является Иван Иванович Гусев.
В селе в 1925 году родился Народный артист СССР Иннокентий Смоктуновский. В 2007 году при местной школе был открыт музей, посвящённый известному актёру. 5 сентября 2014 года во дворе комнаты-музея был установлен памятник Смоктуновскому. В ноябре 2022 года музей сильно пострадал в результате пожара. Выгорела большая часть помещения и были потеряны уникальные экспонаты.